# Sümegi járás
A Sümegi járás Veszprém vármegyéhez tartozó járás Magyarországon, amely 2013-ban jött létre. Székhelye Sümeg. Területe 306,48 km², népessége 15 390 fő, népsűrűsége pedig 50 fő/km² volt 2013 elején. 2013. július 15-én egy város (Sümeg) és 20 község tartozott hozzá.
A Sümegi járás a járások 1983-as megszüntetése előtt is létezett. A sümegi járást 1849-ben hozták létre a Szabadságharc után. A sümegi járás első főszolgabírója várbogyai és nagymádi Bogyay József (1806–1872) lett, aki 1849 októberében foglalta el a hivatalt császári és királyi főbíróként, és 1854. április 28.-áig töltötte be. 1849 előtt, Sümeg és a hozzá tartzozó községei a Szántói járás része voltak, amelyet 1853-ban végleg szüntették meg. Jeles említésre méltó sümegi főszolgabíró dr. boldogfai Farkas István (1875–1921), aki a város korszerűsítés érdekében az ő kezdeményezésére kezdték tervezni 1911. elején a sümegi villanyvilágítást, illetve, az ottani telefonhálózat is kezdték tervezni; amikor 1911-ben súlyos vérhasjárvány robbant ki a településen, boldogfai Farkas István, dr. Lukonich Gábor járásorvos, és dr. miskei és monostori Thassy Gábor vármegyei főorvos gondoskodott a helyzetről. 1912. február 1-jén Farkas István főszolgabíró szervezte a nagyon várt Csány szobor bált, amelyen pénzt gyűjtöttek a Csány László 1848-as szabadságharcos mártír zalaegerszegi szobra készítésére. 1916 szeptemberében a sümegi járáson a boldogfai Farkas István főszolgabíró a fuvardíjakat megállapította; ez a szabályozás, az első volt a vármegyében és nagy mértékben hozzájárult az alapanyagok és egyéb termékek könnyebb szállításához. Az első világháború alatt kialakult élelmiszerhiány, nagy krízist okozott, amelyben visszaéltek a kereskedők Sümegen. 1917 decemberében Farkas István "erélyes fellépése vetett gátat a már-már elviselhetetlen gaz uzsorának és árdrágításnak".
A járásban 1945. január 1.-én 3 nagyközség és 29 kisközség, összesen 32 község volt. A kisközségek 10 körjegyzőséget alkottak. Az 1950-es megyerendezésig Zala vármegyéhez tartozott; a minisztertanács 1950. március 16.-i hatállyal a járást Zala megyétől Veszprém megyéhez csatolta. A NET 1966. március 31.-i hatállyal a járást megszüntette. Csabrendek, Gyepükaján, Hosztót, Káptalanfa, Szentimrefalva, Zalagalsa, Zalaszegvár önálló tanácsú községeket és Nemeshany (Bodorfa) közös tanácsú községeket a devecseri járáshoz, Bazsi, Kisgörbő, Óhíd, Sümegcsehi, Vindornyaszőlős önálló tanácsú községeket és Nagygörbő (Döbröce) közös tanácsú községeket a keszthelyi járáshoz, Gógánfa, Sümeg, Sümegprága, Zalagyömörő önálló tanácsú községeket, Dabronc (Hetyefő, Zalaerdőd), Mihályfa (Kisvásárhely, Szalapa), Rigács (Zalameggyes), Ukk (Megyer) közös tanácsú községeket a tapolcai járáshoz csatolta.

## Települései
| Település      | Rang (2013. július 15.) | Közös hivatal | Kistérség (2013. január 1.) | Népesség (2013. január 1.) | Terület (km²) |
| -------------- | ----------------------- | ------------- | --------------------------- | -------------------------- | ------------- |
| Sümeg          | járásszékhely város     | Sümeg         | Sümegi                      | 6 357                      | 64,13         |
| Bazsi          | község                  | Gógánfa       | Sümegi                      | 388                        | 9,1           |
| Bodorfa        | község                  | Sümeg         | Sümegi                      | 100                        | 2,22          |
| Csabrendek     | község                  | Csabrendek    | Sümegi                      | 3 113                      | 44,94         |
| Dabronc        | község                  | Gógánfa       | Sümegi                      | 425                        | 20,28         |
| Gógánfa        | község                  | Gógánfa       | Sümegi                      | 796                        | 13,17         |
| Gyepükaján     | község                  | Sümeg         | Sümegi                      | 323                        | 9,11          |
| Hetyefő        | község                  | Gógánfa       | Sümegi                      | 73                         | 4,11          |
| Hosztót        | község                  | Csabrendek    | Sümegi                      | 61                         | 7,27          |
| Káptalanfa     | község                  | Sümeg         | Sümegi                      | 840                        | 33,78         |
| Megyer         | község                  | Gógánfa       | Sümegi                      | 23                         | 4,26          |
| Nemeshany      | község                  | Sümeg         | Sümegi                      | 409                        | 10,5          |
| Rigács         | község                  | Gógánfa       | Sümegi                      | 194                        | 6,17          |
| Sümegprága     | község                  | Gógánfa       | Sümegi                      | 613                        | 5,79          |
| Szentimrefalva | község                  | Csabrendek    | Sümegi                      | 202                        | 10,87         |
| Ukk            | község                  | Gógánfa       | Sümegi                      | 322                        | 13,87         |
| Veszprémgalsa  | község                  | Csabrendek    | Sümegi                      | 279                        | 8,71          |
| Zalaerdőd      | község                  | Gógánfa       | Sümegi                      | 250                        | 17,69         |
| Zalagyömörő    | község                  | Gógánfa       | Sümegi                      | 445                        | 11,11         |
| Zalameggyes    | község                  | Gógánfa       | Sümegi                      | 43                         | 2,56          |
| Zalaszegvár    | község                  | Csabrendek    | Sümegi                      | 134                        | 6,84          |

## Története

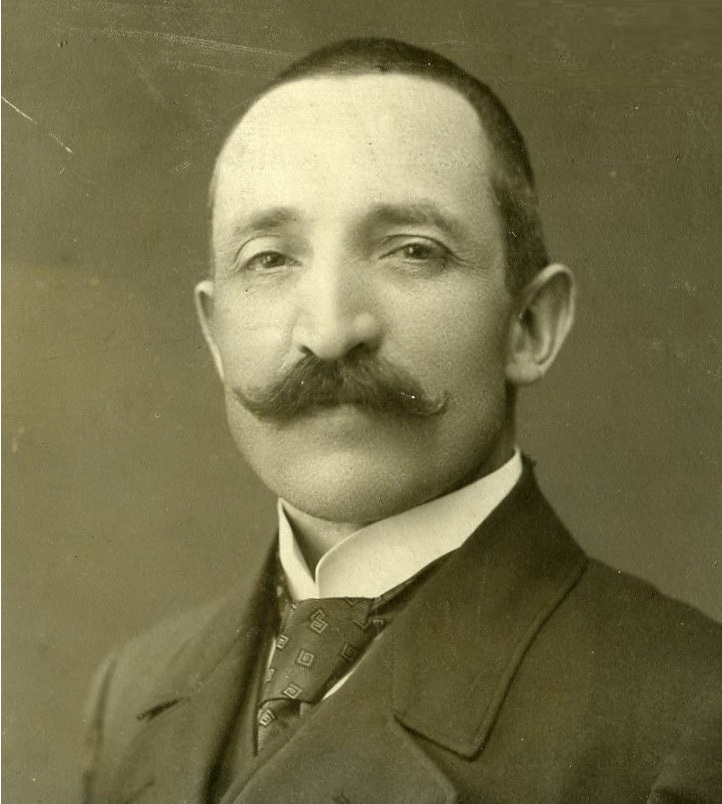
Dr. boldogfai Farkas István (1875–1921), jogász, a sümegi járás főszolgabírája.

Az 1848-as szabadságharc után az 1849 előtti zalai járásokból csak hármat, a zalaegerszegit, a nagykapornakit és a tapolcait hagyták meg. A területileg kisebb megyében is hat járást hoztak létre. A már említett három járáson kívül kialakították a sümegit, az alsólendvait és a nagykanizsait. A keszthelyi járást (a sümegi és a tapolcai járás mellett) 1950. március 16-án csatolták el Zala vármegyétől Veszprém megyéhez. 1979. január 1-jén, az időközben megszüntetett sümegi járás egy részével megnagyobbított keszthelyi járást csatolták vissza.

### A sümegi járás főszolgabírái
- Bogyay József, nagymádi és várbogyai (1849. október–1854. április 28.) (Cs. kir. főbíró)
- Balogh Károly (1854. április 29.–1857.) (Cs. kir. főbíró)
- Isoó Alajos, nemes (1857. augusztus 25.–1861. január) (Cs. kir. főbíró)
- Bogyay Antal, nagymádi és várbogyai (1872. január 9.–1880. július 18.)
- Soós Pongrác (1880. július 18.–1895. szeptember 1.)
- Fűzik Gyula, puszta-ocsai és czifferi (1895. október 1.–1904. június 27.)
- Sólyomy Tivadar, (1904. szeptember 12.–1911. február 1.)
- Farkas István, boldogfai, dr. (1911. február 13.–1920. december 14.)
- Szilágyi Dezső (1920. december 14.–1940. március 31.)
- Nagy Béla, dr. (1940. április 1.–1946. március 26.)
- Molnár János (1945. május 3.–?)
- Karsai Antal (1945. augusztus 10.–1948. február 23.)
- Szentirmai László  (1948. február 28.–1950. március 16.)

### A sümegi járás (al)szolgabírái
- Bertalan Lajos (1849. október - 1851. (1852 ?)
- Mocsáry János (1853.)
- Mórocza Károly (1854. április 29. - 1855.)
- Kozáry László (1854. március 31.- 1858.)
- Réder Vilmos (1854. április 30.-1860.)
- Radenich Simon (1858.)
- Vajda József (1860. április 11.-1861.)
- Kovács Sándor (1878. január 4. - 1880. szeptember 6.)
- Fűzik Gyula, puszta-ocsai és czifferi (1880. szeptember 6. - 1895. október 1.)
- Malatinszky Lajos, alsómalatini (1895. október 1. — 1895. december 17.)
- Mayer István (1895. december 17. — 1900. december 10.)
- Karácsony (Unger) Kálmán (1900. december — 1909. február 8.)
- Vizkelety Árpád, dr. (1909. február 8.—1911.) (?)
- Gózony István, dr.  (1911. február 13. — 1910-es évek első fele)
- Oltay László, dr. (1910-es évek közepe)
- Paál Viktor (1910-es évek második fele)
- Hódos Dezső (?) (1920. május 10. (?) - ?)
- Mikula Szigfrid, dr. (1923. december 10. - 1927. április 1.)
- Hertelendy Ferenc, dr., hertelendi és vindornyalaki (1927. november 1. — 1929. február)
- Schmidt István, dr. (1929. május 1. - 1929. július 10.)
- Apáthy József, dr. (1929. december 9. - 1935. június 30.)
- Forintos László, dr. (1935. július 1. - 1937. január 1.)
- Kiss József, dr. (1937. január 1. — 1940. február 1. )
- Nagy Béla, dr. (1940. február 15. — 1940. április 1. )
- Forintos Géza, forintosházi dr, (ifjabb) (1941. január 1. — 1943. április 17.)
- Józsa János, dr. (1944. november 2. — 1945. november 2.)
- Briglevics István, dr. (?) (1945. április 29. — ?)
- Lovassy Péter, dr. (1945. június 23. — 1946. augusztus 31.)
- Horváth Miklós, dr. (?) (1945. ? — ? )
- Szilágyi Lajos, dr. (?) (1947. január 10. — 1947. március 1.)
- Sághváry Iván, dr. (1948. február 11. — 1949. január 31.)
- Sághváry Iván, dr. (?) (1949. április 20. (?) -)